# 高桥乡 (安塞县)
高桥乡是中国陕西省延安市安塞县下辖的一个乡。

## 行政区划
高桥乡下辖以下行政区：
高桥村、刘坪村、徐清村、张兰沟村、北宋塌村、闫桥村、刘塔村、宋庄村、南屯村、郭家砭村、高庄村、高新庄村